# Vatnsdalsá

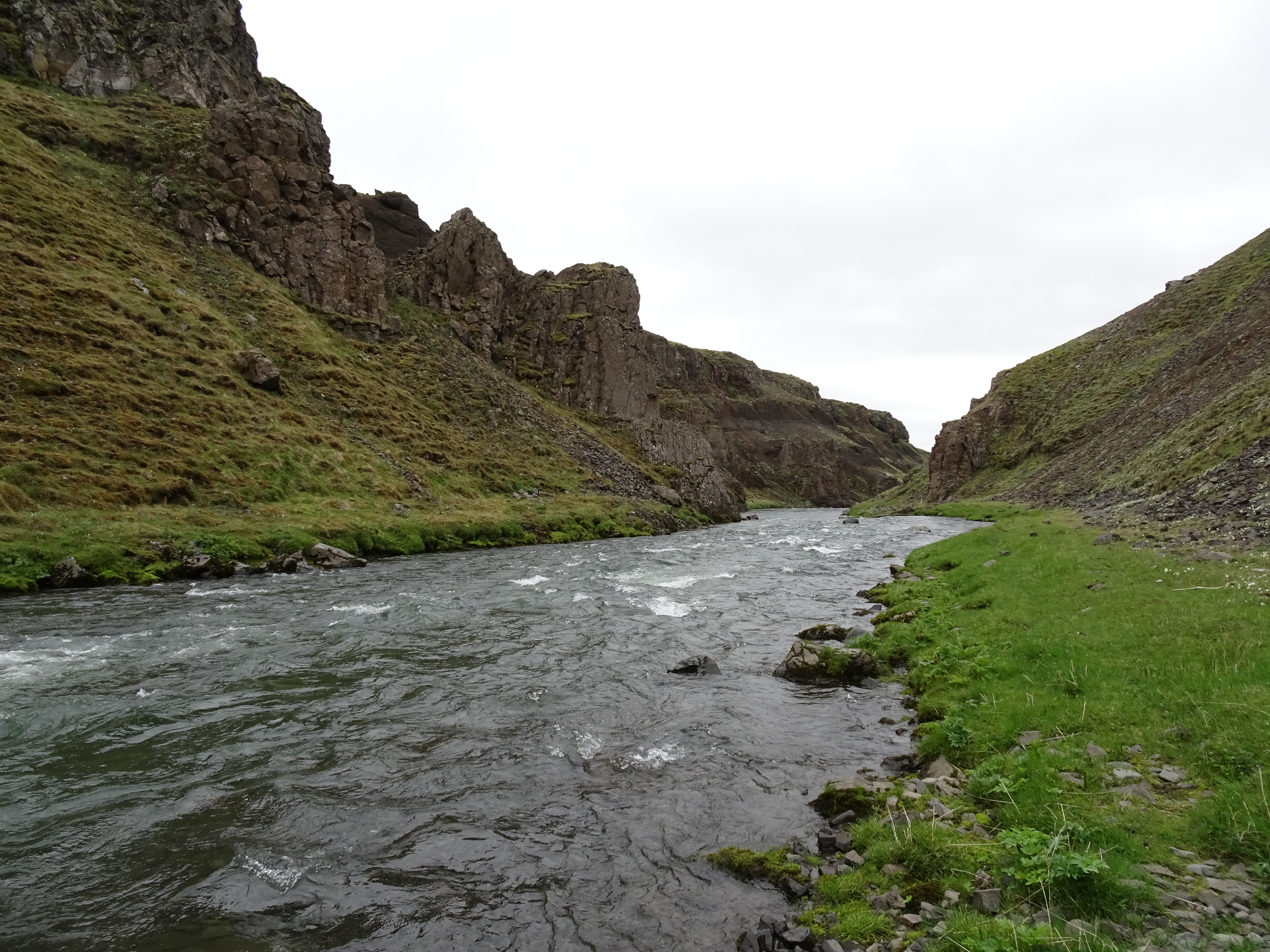
De Vatnsdalsá in de Forsæludalur.

Vatnsdalsá is een rivier in het noorden van IJsland. De rivier heeft haar oorsprong in de hoogvlakte Grímstunga en daalt vervolgens via het Forsæludalur af naar de 25 kilometer lange vallei Vatnsdalur. Zij mondt uit via de meertjes Flóðið en Húnavatn in de Húnafjörður. Flóðið is ontstaan doordat in 1720 een landverschuiving de Vatnsdalsá afsloot.
In de Vatnsdalsá liggen 11 watervallen. Stroomopwaarts gezien zijn dat de Stekkjarfoss, de Dalsfoss, de Friðmundarárfoss, de Flúðin, de Skessufoss, de Landsendafoss, de Bergbúi, de Kerafoss, de Freyðandi, de Rjúkandi en de Skínandi. De afstand tussen de eerste en de laatste waterval is hemelsbreed ongeveer 9 kilometer. De Stekkjarfoss ligt dicht bij de boerderij Forsæludalur, en het gelijknamige dal speelt in hoofdstuk 35 van Grettirs saga een belangrijke rol.